# Decembrie 1983
Acest articol este generat integral pe baza informațiilor din articolul 1983 și este actualizat periodic de un robot.
 Editările făcute în articol vor fi șterse la următoarea actualizare! Dacă doriți să faceți modificări, editați articolul-sursă.

ianuarie -
februarie -
martie -
aprilie -
mai -
iunie -
iulie -
august -
septembrie -
octombrie -
noiembrie -
decembrie
Decembrie 1983 a fost a douăsprezecea lună a anului și a început într-o zi de joi.

## Evenimente
- 10 decembrie: Lech Walesa, liderul sindicatului Solidaritatea, a primit Premiul Nobel pentru Pace.
- 24 decembrie: Preotul Géza Pálfi din Odorheiu Secuiesc a fost arestat de Securitate pe motiv că a făcut referire în predica de Crăciun, la faptul că ziua respectivă era zi obișnuită de lucru în România comunistă. Câteva luni mai târziu a murit în urma bătăilor primite.

## Nașteri
- 2 decembrie: Dan Cărămidariu (Dan Adrian Cărămidaru), jurnalist român
- 2 decembrie: Ana Lucía Domínguez, actriță columbiană
- 4 decembrie: Alexandru-Răzvan Cuc, politician român
- 6 decembrie: Ben Teekloh, fotbalist liberian
- 9 decembrie: Dariusz Dudka, fotbalist polonez
- 10 decembrie: Patrick Flueger (Patrick John Flueger), actor american
- 10 decembrie: Noé Acosta Rivera, fotbalist spaniol
- 11 decembrie: Gheorghe Ignat, luptător român
- 15 decembrie: Zlatan Ljubijankič, fotbalist sloven (atacant)
- 16 decembrie: Ana-Claudia Țapardel, politician român
- 17 decembrie: Sébastien Ogier, pilot francez de raliuri
- 19 decembrie: Ionuț Costache, fotbalist român
- 20 decembrie: Jonah Hill (Jonah Hill Feldstein), actor american
- 20 decembrie: Olesea Stamate, politiciană din R. Moldova
- 20 decembrie: Ognjen Vukojević, fotbalist croat
- 22 decembrie: Andrew Hankinson (aka Luke Gallows), wrestler american
- 22 decembrie: Drew Hankinson, wrestler american
- 24 decembrie: Rareș Dumitrescu, scrimer român
- 27 decembrie: Marco Zoro (Marco André Zoro Kpolo), fotbalist ivorian
- 28 decembrie: Dominic Fritz, politician germano-român
- 28 decembrie: Greg Hill, actor și compozitor american

## Decese
- 2 decembrie: Pavel Vejinov, 69 ani, scriitor bulgar (n. 1914)
- 5 decembrie: Alexandru Oprea, 52 ani, scriitor, critic și istoric literar român (n. 1931)
- 12 decembrie: Amza Pellea, 52 ani, actor român de film, radio, teatru, televiziune și voce (n. 1931)
- 13 decembrie: Nichita Stănescu (Nichita Hristea Stănescu), 50 ani, poet și eseist român (n. 1933)
- 19 decembrie: Samson Fainsilber, 79 ani, actor francez de etnie română (n. 1904)
- 24 decembrie: Vasile Filip, 83 ani, compozitor român (n. 1900)
- 25 decembrie: Joan Miró, 90 ani, pictor și sculptor spaniol (n. 1893)